# Basilica di Sant'Andrea Apostolo (Patrasso)

Interno

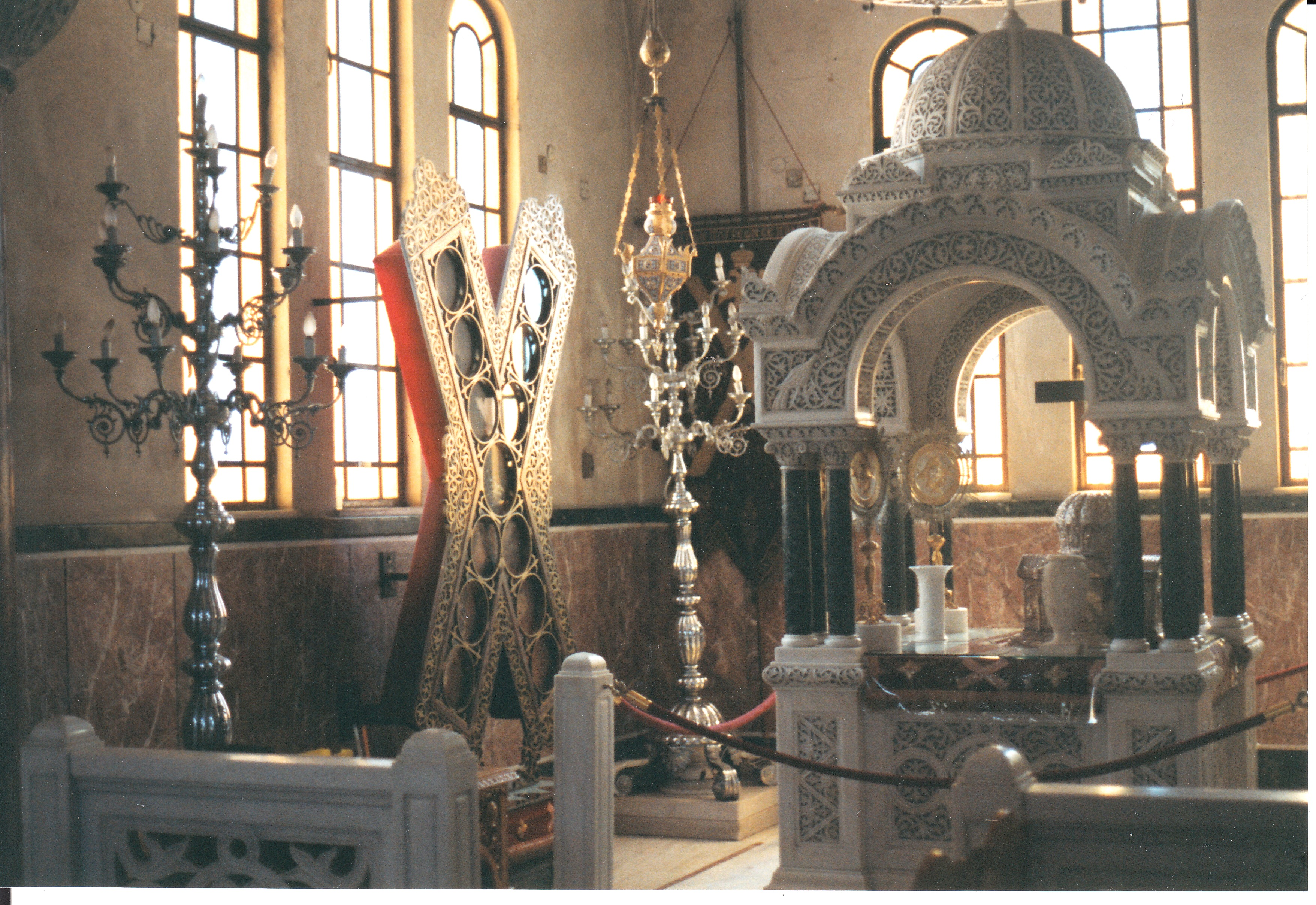
Le reliquie di sant'Andrea

La basilica di Sant'Andrea Apostolo è uno dei più importanti luoghi di culto greco-ortodossi della città di Patrasso e della Grecia.

## Storia
La basilica, costruita per accogliere le reliquie di sant'Andrea, fu iniziata nel 1908 ed ultimata nel 1974.

## Descrizione
La grande chiesa, in un inusuale stile moderno-neobizantino, si trova al centro di una grande piazza alberata che comunica direttamente con il trafficato lungomare attraverso un grande viale.

### Esterno
La chiesa, all'esterno, si presenta come un edificio compatto e massiccio. Ai lati delle tre facciate e dell'abside si elevano due torri campanarie a pianta quadrata aventi delle celle campanarie a pianta ottagonale.
Le tre facciate sono precedute ognuna da un portico sorretto da colonne corinzie avente un'arcata per ogni porta della chiesa. La parte superiore delle facciate è costituita da tante monofore traforate disposte a triangolo.
L'alta cupola a pianta circolare è sormontata da una grande croce in marmo.

### Interno
All'interno, a differenza dell'esterno, la basilica si presenta come un ampio edificio dagli spazi dilatati.
Il centro della grande chiesa è lo spazio sotto la cupola, dove partono i quattro bracci della chiesa che vanno a formare la croce greca. Lo spazio, illuminato dalle grandi finestre delle facciate e del tamburo della cupola, è dominato dalla policromia del pavimento in marmi intarsiati e dei mosaici delle volte, raffiguranti scene della vita di Gesù e Maria.
Dalla cupola, nel centro della quale si trova il mosaico del Cristo Pantocratore, pende il grande lampadario in legno recante immagini di santi e l'aquila bifronte coronata, simbolo del Patriarcato di Atene.

#### Abside
L'abside semicircolare, dominata nel catino dal mosaico della Madonna, è divisa dal resto della chiesa dall'iconostasi marmorea decorata con icone con Santi (registro inferiore) e con scene della vita di Cristo (registro superiore). In posizione più avanzata rispetto all'iconostasi si trovano il pulpito (a sinistra) e la cattedra che viene utilizzata dall'officiante durante le funzioni religiose (a destra).

#### Sacello di Sant'Andrea
Dei quattro ambulacri che mettono in comunicazione i bracci della crociera, quello alla destra dell'abside accoglie le reliquie di sant'Andrea apostolo. In esso si trovano sia il legno della croce con cui fu martirizzato che, sotto un sontuoso baldacchino marmoreo, il reliquiario argenteo della testa del Santo.